# Seznam nemških kartografov
Seznam nemških kartografov.

## A
- Richard Andree (1835 - 1912)
- Peter Apian (1495 - 1557)

## B
- Martin Behaim (1459 - 1507)
- Wilhelm von Schulte
- Heinrich Berghaus

## G
- Fryderyk Getkant

## H
- Johann Matthias Hase
- Martin Helwig (1516 - 1574)
- Johann Baptist Homann (1664 - 1724)
- Johannes Honter

## J
- Wilhelm Jordan (1842-1899) ?

## L
- Johann Georg Lehman (1765 - 1811)

## M
- Tobias Mayer (1723 - 1762)
- Sebastian Münster

## N
- Carsten Niebuhr

## P
- August Heinrich Petermann
- Arno Peters

## R
- Georg Joachim Lauchen von Retij (1514 - 1574)
- Matthias Ringmann (1482 - 1511)

## S
- Hartmann Schedel
- Johannes Schöner
- Adolf Stieler

## W
- Martin Waldseemüller
- Johannes Werner
- Wilhelm Wolff Beer